# Fernando Q. Gouvêa
Fernando Quadros Gouvêa (* 13. November 1957) ist ein brasilianischer Mathematiker, der sich mit Zahlentheorie beschäftigt.

## Werdegang
Gouvea erwarb sein Mathematikdiplom am Institut für Mathematik und Statistik (IME) der Universität Sao Paulo und wurde 1987 an der Harvard University bei Barry Mazur promoviert (Arithmetic of p-adic modular forms). Er lehrte danach an der Universität von Sao Paulo und der Queen’s University in Kingston (Ontario) und ist Professor am Colby College in Waterville (Maine).
1995 erhielt er den Lester Randolph Ford Award.

## Schriften
- P-adic numbers: an introduction, Springer Verlag, 1997, 2. Auflage 2003 (Universitext)
- Arithmetic of p-adic modular forms, Springer Verlag, Lecture Notes in Mathematics, Band 1304, 1988
- mit William P. Berlinghoff Math through the ages, Oxton House Publishers, 2002, erweiterte Neuauflage 2004
- mit Noriko Yui Arithmetic of diagonal hypersurfaces over finite fields, London Mathematical Society Lecture Notes, Band 209, Cambridge University Press 1995